# Kilifi County
Kilifi County is een county en voormalig Keniaans district in de kustprovincie Pwani. Het district telt 544.303 inwoners (1999) en heeft een bevolkingsdichtheid van 114 inw/km². Ongeveer 7,9% van de bevolking leeft onder de armoedegrens en ongeveer 72% heeft beschikking over elektriciteit.
Hoofdplaats is Kilifi.